# Susana Pérez Quislant
Susana Pérez Quislant (Madrid, 11 de març de 1964) és una política espanyola del Partit Popular, alcaldessa de Pozuelo de Alarcón des de juny de 2015. Vicepresidenta de la Federació Madrilenya de Municipis (FMM), és a més membre del consell territorial de la Federació Espanyola de Municipis i Províncies i vicepresidenta de la Comissió de Funció Pública.

## Biografia
Va néixer a Madrid el 1964. Està casada i és llicenciada en Dret per la Universitat Complutense de Madrid. Susana Pérez Quislant ha ocupat nombrosos llocs de responsabilitat a l'Ajuntament de Madrid, on va ser gerenta dels districtes de Centro i de Retiro entre els anys 2003 i 2011.Des de 2011 és regidora de l'Ajuntament de Pozuelo de Alarcón, on ha estat primera tinent d'alcalde, coordinant les polítiques del govern municipal i gestionant directament les àrees d'Urbanisme i Habitatge. Va ser també consellera delegada de l'empresa Sumpasa i vicepresidenta de la Mancomunitat sud de residus i de la Gerència d'Urbanisme.
Pérez Quislant també ha exercit càrrecs en el Partit Popular, al qual es va afiliar l'any 1989. També és membre del comitè executiu del PP de Pozuelo així com del comitè executiu regional del PP de Madrid i de les juntes directives nacional i regional. Així mateix, ha estat membre del comitè jurídic del PP entre els anys 2003 i 2015, representant legal del Partit Popular de Madrid davant la junta electoral en totes les eleccions celebrades entre 2003 i 2015 i presidenta del comitè de Drets i Garanties del PP de Madrid entre 2015 i 2016. Pérez Quislant és també vicepresidenta de la Federació Madrilenya de Municipis i membre del Consell Territorial i vicepresidenta de la Comissió de Funció Pública de la Federació Espanyola de Municipis i Províncies.